# Pteris squamaestipes
Pteris squamaestipes är en kantbräkenväxtart som beskrevs av Carl Frederik Albert Christensen och Tard. Pteris squamaestipes ingår i släktet Pteris och familjen Pteridaceae. Inga underarter finns listade.